# RG-2
RG-2 cu numele adițional Partizan, a fost un planor biloc de performanță cu dublă comandă, proiectat de inginerul Vladimir Novițchi în anul 1950, construit la IFIL-Reghin într-un număr de 17 exemplare.

## Proiectare și construcție
RG-2 a fost un planor biplas, pentru performanță derivat din modelul german DFS Kranich II.
Pentru construcția planorului s-a folosit molid de rezonanță, fuzelajul a fost acoperit cu placaj de mesteacăn iar aripile, inclusiv eleroanele și ampenajul, au fost învelite cu pânză.
Aripa tip mediană din schelet de lemn, avea unghiul diedru nul.
Aterizorul planorului RG-2 era format dintr-o patină, douâ roți cu anvelope și sub ampenaj o bechie. Ca amortizoare de șoc erau folosite tampoane (inele) de cauciuc montate între fuzelaj și patină.

## Date tehnice
Datele tehnice au fost preluate din Gudju, Constructii aeronautice romanesti 1905-1970 (ed. a II-a).
Caracteristici generale
- Echipaj: 2
- Anvergura: 18 m
- Lungime: 8,01 m
- Înălțimea: 2,3 m
- Suprafața aripii: 22,07 m²
- Diedrul aripii: 0°
- Alungirea aripii:
- Tren de aterizare: o patină, 2 roți balonate , bechie
- Profilul aripii: --, Aripă mediană
- Greutate gol: 285 kg
- Greutate cu echipaj: 465 kg
- Structură: lemn și pânză

Performanțe
- Viteza de angajare: 50 km/h
- Viteza optimă de planare: 110 km/h
- Viteza maximă: 210 km/h
- Viteza maximă admisă în remorcaj: 85 km/h
- Finețe maximă: 23,50 la 60 km/h
- Viteza de coborâre : 0,7 m/s la -- km/h
- Încărcătura alară: 19,10 kg/m2

## Recorduri
Cu acest tip de planor, în 1955, Mircea Finescu a stabilit un record de înălțime la 4050 m.